# برونوي
برونوي، (بالفرنسية: Brunoy)‏، هي بلدية فرنسية في الضواحي الجنوبية الشرقية لباريس، فرنسا. وهي تقع على بعد 20.6 كم (12.8 ميل) من وسط باريس.

## أعلام
- فرانسوا لامي
- ميشيل روش
- ميشال سيرو
- لويس هنري